# Челла, Джанкарло
Джанкарло Челла (итал. Giancarlo Cella; род. 5 сентября 1940, Боббио, Эмилия-Романья) — итальянский футболист, игравший на позиции защитника. По завершении игровой карьеры — тренер.
Выступал, в частности, за клубы «Торино» и «Интернационале», а также молодёжную сборную Италии.

## Клубная карьера
Родился 5 сентября 1940 года в городе Боббио. Воспитанник юношеских команд футбольных клубов «Боббьезе» и «Пьяченца».
Во взрослом футболе дебютировал в 1957 году выступлениями за команду «Пьяченца», в которой провёл один сезон, приняв участие лишь в 8 матчах чемпионата.
Впоследствии с 1958 по 1960 год играл в составе клубов «Тальмон Торино» и «Новара».
Своей игрой за последнюю команду привлёк внимание представителей тренерского штаба клуба «Торино», к составу которого присоединился в 1960 году. Сыграл за туринскую команду следующие пять сезонов своей игровой карьеры. Большинство времени, проведённого в составе «Торино», был основным игроком защитной линии команды.
В течение 1965—1968 годов защищал цвета клубов «Катания» и «Аталанта».
В 1968 году заключил контракт с клубом «Интернационале», в составе которого провёл следующие три года своей карьеры. За это время завоевал титул чемпиона Италии.
Завершил профессиональную игровую карьеру в клубе «Пьяченца», в составе которого уже выступал ранее. Пришёл в команду в 1971 году, защищал её цвета до прекращения выступлений на профессиональном уровне в 1972 году.
Всего в  Серии А Челла провёл 235 матчей, в которых забил 7 мячей.

## Выступления за сборную
В течение 1959—1960 годов привлекался в состав молодёжной сборной Италии. На молодёжном уровне сыграл в 9 официальных матчах, забил 2 гола. В составе сборной был участником футбольного турнира на Олимпийских играх 1960 в Риме.

## Карьера тренера
Начал тренерскую карьеру сразу же по завершении карьеры игрока, в 1972 году, возглавив тренерский штаб клуба «Пьяченца».
В дальнейшем возглавлял команды клубов «Суццара», «Павия», «Карпи» и СПАЛ, а также входил в тренерский штаб клуба «Интернационале».
Последним местом тренерской работы был клуб «Пьяченца», в котором Джанкарло Челла был одним из тренеров главной команды с 1989 по 1993 год.

## Титулы и достижения
- Чемпион Италии:

«Интернационале» : 1970/71